# كاترينا غانتس
كاترينا غانتس (بالإيطالية: Caterina Ganz)‏ هي متزحلقة إيطالية، ولدت في 13 نوفمبر 1995.

## وصلات خارجية
- كاترينا غانتس على موقع الاتحاد الدولي للتزلج (التزلج الريفي) (الإنجليزية)
- كاترينا غانتس على موقع أوليمبيديا (الإنجليزية)